# 斯科菲爾德坦克
斯科菲爾德坦克，是一種新西蘭二戰坦克設計。它以其設計師斯E.J.斯科菲爾德命名。在1940年，因為太平洋戰爭可能會讓新西蘭捲入其中，加之新西蘭不太可能從英國得到武器，因此設計了這款坦克。但它並沒有進入服役。其設計的一個亮點是可以用輪或履帶移動。

## 設計和研發
在1940年，因為需要一款新西蘭自主研發的裝甲戰鬥車輛，一名在惠靈頓為通用汽車工作的汽車商，E.J.斯科菲爾德，向政府提交了他的設計。
斯科菲爾德坦克是以雪佛蘭6擔卡車底盤為基礎設計的。（6擔是其承重量而不是自重），並使用了通用載具的懸掛。輪子一般放在車體上，但是在需要時可以固定，讓坦克可以用輪移動。最初的乘員數定為三人——一名機槍手和駕駛員坐在前面，還有一名機槍手坐在後方的炮塔里。
雖然最初的設計在測試中表現糟糕，但是政府仍然希望能對其進行改進。之後，由團隊的另一名成員設計了一種改進型，該種型號在炮塔上安裝了一門QF2磅炮加上一門同軸貝莎機槍。
它的裝甲板由新西蘭鐵道部提供。其履帶由四對傳動輪組成。不僅可以由履帶移動，還可以使用輪移動。
在1942年其改進型型號完成時，新西蘭已經從英國和美國那裡獲得了坦克。1943年，這種改進型號被運到英國，并在那裡接受了評估。儘管也不是一無是處，這個工程還是被建議停止。這輛坦克最終被保存，並在戰後報廢。

## 腳註/來源
1. ↑  Fletcher The Great Tank Scandal HMSO page 104

## 外部連結
- Track-and-wheel Schofield's tanks (Russian) （页面存档备份，存于）
- Mailer Edu.